# Kiss Kiss Bang Bang
Kiss Kiss Bang Bang är en amerikansk långfilm från 2005 i regi av Shane Black, med Robert Downey Jr., Val Kilmer, Michelle Monaghan och Corbin Bernsen i rollerna.

## Rollista
| Robert Downey Jr.     | – Harry Lockhart            |
| Val Kilmer            | – Gay Perry                 |
| Michelle Monaghan     | – Harmony Faith Lane        |
| Corbin Bernsen        | – Harlan Dexter             |
| Dash Mihok            | – Mr. Frying Pan            |
| Larry Miller          | – Dabney Shaw               |
| Rockmond Dunbar       | – Mr. Fire                  |
| Shannyn Sossamon      | – Pink Hair Girl            |
| Angela Lindvall       | – Flicka                    |
| Indio Falconer Downey | – Harry Lockhart - 9 år     |
| Ariel Winter          | – Harmony Faith Lane - 7 år |